# Verkaufszustand
Verkaufszustand ist in der Wirtschaft die aktuelle Beschaffenheit von gebrauchten Handelswaren, die zum Verkauf bestimmt sind.

## Allgemeines
Gebrauchte Gegenstände werden in oder im Auftrag von Secondhandläden so aufbereitet, dass Materialfehler beseitigt wurden und sie wieder Marktreife erlangen. Auch bei Online-Marktplätzen wie Amazon oder eBay spielt der Verkaufszustand gebrauchter Gegenstände eine große Rolle. Alle Verkäufer – Unternehmer oder Privatpersonen – gebrauchter Gegenstände sind verpflichtet, gebrauchte Gegenstände als solche zu kennzeichnen („keine Neuware“) und die Qualität zu klassifizieren (Erhaltungsgrad von „neuwertig“ bis „erhebliche Gebrauchsspuren“). Gebrauchte Sachen sind entweder bereits bestimmungsgemäß genutzt worden (Abnutzung) oder unterliegen alleine aufgrund ihres Alters einer Alterung; hierzu gehören auch Antiquitäten. Der Verkaufszustand von Gebrauchtwagen kann zwischen „neuwertig“, „unfallfrei“ und „Unfallwagen“ schwanken.

## Rechtsfragen
Das BGB unterscheidet zwischen neuen und gebrauchten Sachen, denn es trifft in § 476 Abs. 2 Satz 2 BGB eine Regelung, wonach für gebrauchte Sachen bei Sachmängeln eine verkürzte Verjährungsfrist von einem Jahr vereinbart werden darf. Allerdings verzichtet das BGB auf eine Abgrenzung. Die herrschende Meinung geht von einer gebrauchten Sache aus, wenn sie von einem Dritten oder dem Verkäufer bereits bestimmungsgemäß gebraucht wurde. Die Rechtsfrage, ob ein Kaufgegenstand neu oder gebraucht ist, richtet sich danach, ob die Sache bereits benutzt worden ist. Bei einem Kraftfahrzeug ist darauf abzustellen, ob es zum Zweck der Teilnahme am Straßenverkehr bereits in Gebrauch genommen wurde; es handelt sich dann um einen Gebrauchtwagen.
Ist der Käufer persönlich nicht anwesend (wie bei Online-Marktplätzen), genießen auch gebrauchte Sachen gemäß § 474 Abs. 3 BGB im Rahmen des Verbrauchsgüterkaufs den Rechtsschutz der §§ 475 ff. BGB. Wird ein Gegenstand im Widerspruch zu den objektiv erkennbaren Tatsachen schlechter dargestellt, um etwa die Verjährungsfrist zu verkürzen und deshalb ein neuer Gegenstand als gebraucht klassifiziert, liegt darin eine Umgehung der Schutzvorschriften des Verbrauchsgüterkaufs. Die Bestimmungen über den Verbrauchsgüterkauf gelten gemäß § 474 Abs. 2 BGB nicht für gebrauchte Sachen, die in einer öffentlich zugänglichen Versteigerung (etwa Fundsachen) verkauft werden, an der der Verbraucher persönlich teilnehmen kann.
Bei einem Gebrauchtwagen ist, sofern keine besonderen Umstände gegeben sind, jedenfalls der normale alters- und gebrauchsbedingte Verschleiß üblich und hinzunehmen. Bei Kraftfahrzeugen ist der Verkäufer mit Rücksicht auf die allgemeine Verkehrssicherheit verpflichtet, auf unfallbedingte Mängel hinzuweisen, mit denen der Käufer nicht zu rechnen braucht. Die Grenze für nicht mitteilungspflichtige Bagatellschäden ist bei Personenkraftwagen sehr eng zu ziehen. Als Bagatellschäden gelten bei PKW nur ganz geringfügige, äußere (Lack-)Schäden, nicht dagegen andere (Blech-)Schäden, auch wenn sie keine weitergehenden Folgen hatten und der Reparaturaufwand nur gering war. Die nach einem Unfall ausgetauschten Außenspiegel oder Glasscheiben fallen nicht mehr in die Kategorie der Bagatellschäden und müssen im Kaufvertrag erwähnt werden. Um einen Unfallwagen handelt es sich, wenn die Schäden über den Bagatellschaden hinausgehen. Der Charakter als Unfallwagen kann durch eine wie auch immer geartete Reparatur nicht verändert werden. Ein Verschweigen dieser Schäden ist – nicht nur bei PKWs, sondern bei allen gebrauchten Sachen – eine arglistige Täuschung nach § 123 Abs. 1 BGB, die vom Käufer wirksam angefochten werden kann und zur Unwirksamkeit des Kaufvertrages führt.
Auch Tiere können beim Tierkauf in „neue“ und „gebrauchte“ eingeteilt werden und dürfen nicht generell als „gebraucht“ behandelt werden; junge Haustiere oder lebende Fische sind als „neu“ anzusehen. Der Bundesgerichtshof (BGH) bestätigte diese Ansicht des Gesetzgebers im Falle eines sechs Monate alten Fohlens.

## Verkaufspreis
Allgemein hängt der Verkaufspreis vom jeweiligen Verkaufszustand eines Gegenstandes ab. Je größer die Mängel im Vergleich zu einer Neuware sind, umso höher ist die Wertminderung, die sich im Verkaufspreis niederschlagen muss. Der Verkaufszustand gebrauchter Fahrzeuge wirkt sich auf deren Verkehrswert aus, der bei Unfallwagen bis zum merkantilen Minderwert sinken kann. Nicht immer muss jedoch der Verkaufspreis einer gebrauchten Sache niedriger sein als der Marktpreis vergleichbarer Neuwaren. Wegen ihrer Rarität oder Knappheit liegt bei Briefmarken, Kunstwerken, Münzen (Erhaltungsgrade von Münzen) oder sonstigen Sammlerobjekten deren Sammlerwert über ihren ursprünglichen Anschaffungskosten.